# Kanton Étupes
Der Kanton Étupes war von 1982 bis 2015 ein französischer Kanton im Département Doubs und in der damaligen Region Franche-Comté. Er umfasste acht Gemeinden im Arrondissement Montbéliard; sein Hauptort (frz.: chef-lieu) war Étupes. Die landesweiten Änderungen in der Zusammensetzung der Kantone brachten im März 2015 seine Auflösung. Vertreter im conseil général des Départements war zuletzt von 2001 bis 2015 Michel Rondot.

## Gemeinden
- Allenjoie
- Badevel
- Brognard
- Dambenois
- Dampierre-les-Bois
- Exincourt
- Étupes
- Fesches-le-Châtel